# فورد إف 650
فورد إف 650 هي سيارة من صناعة شركة فورد أنتجت في 2000.

## معرض صور

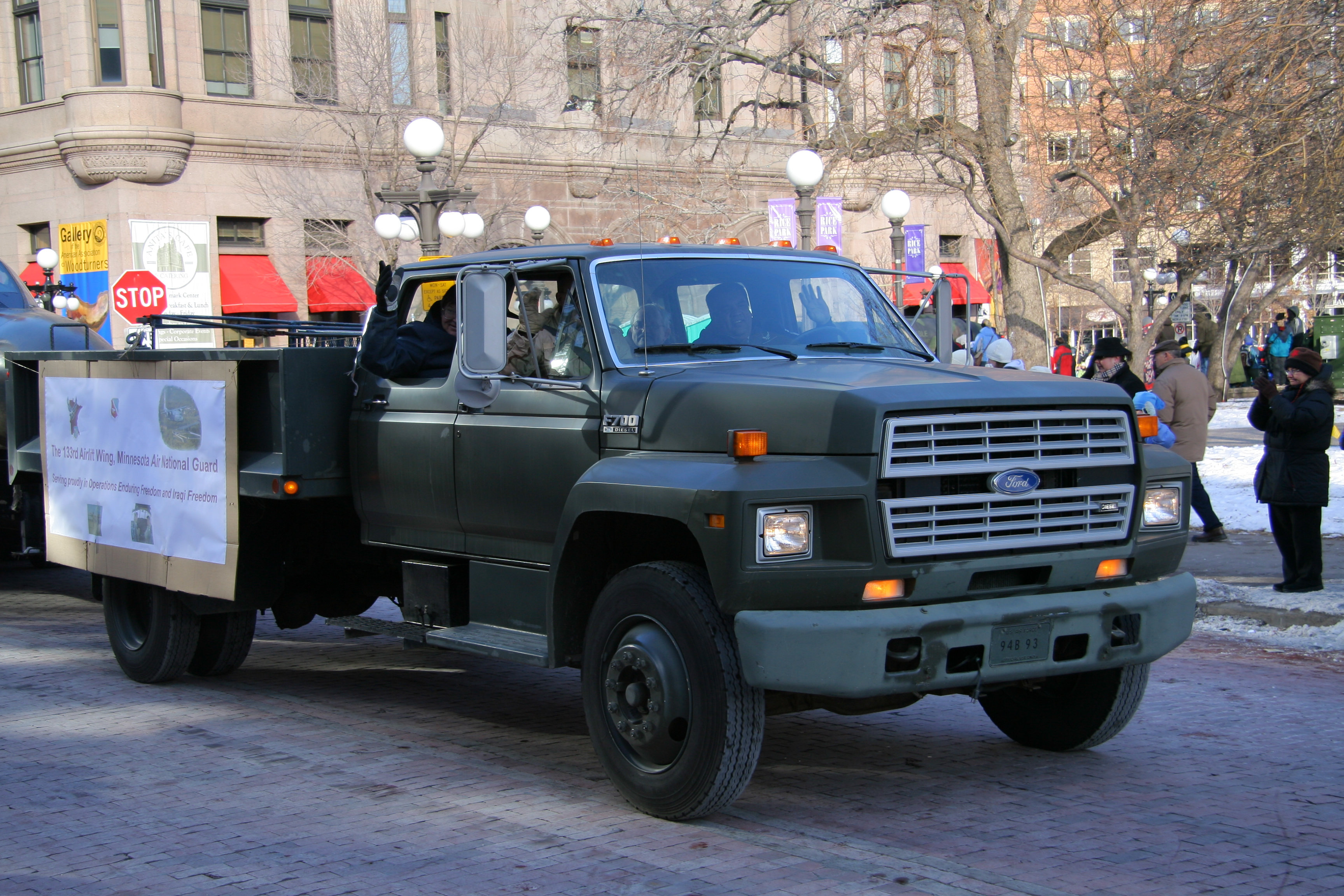
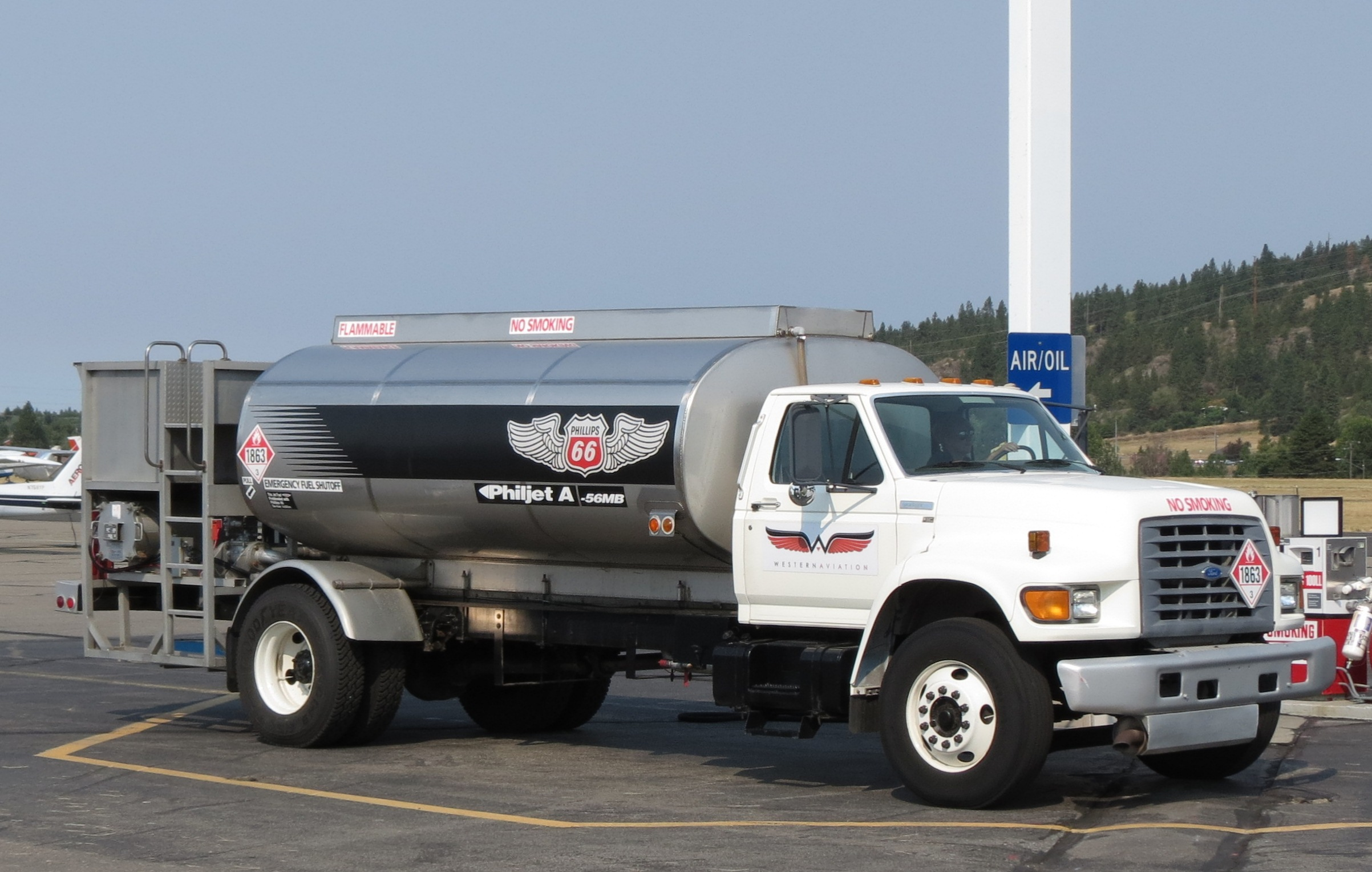
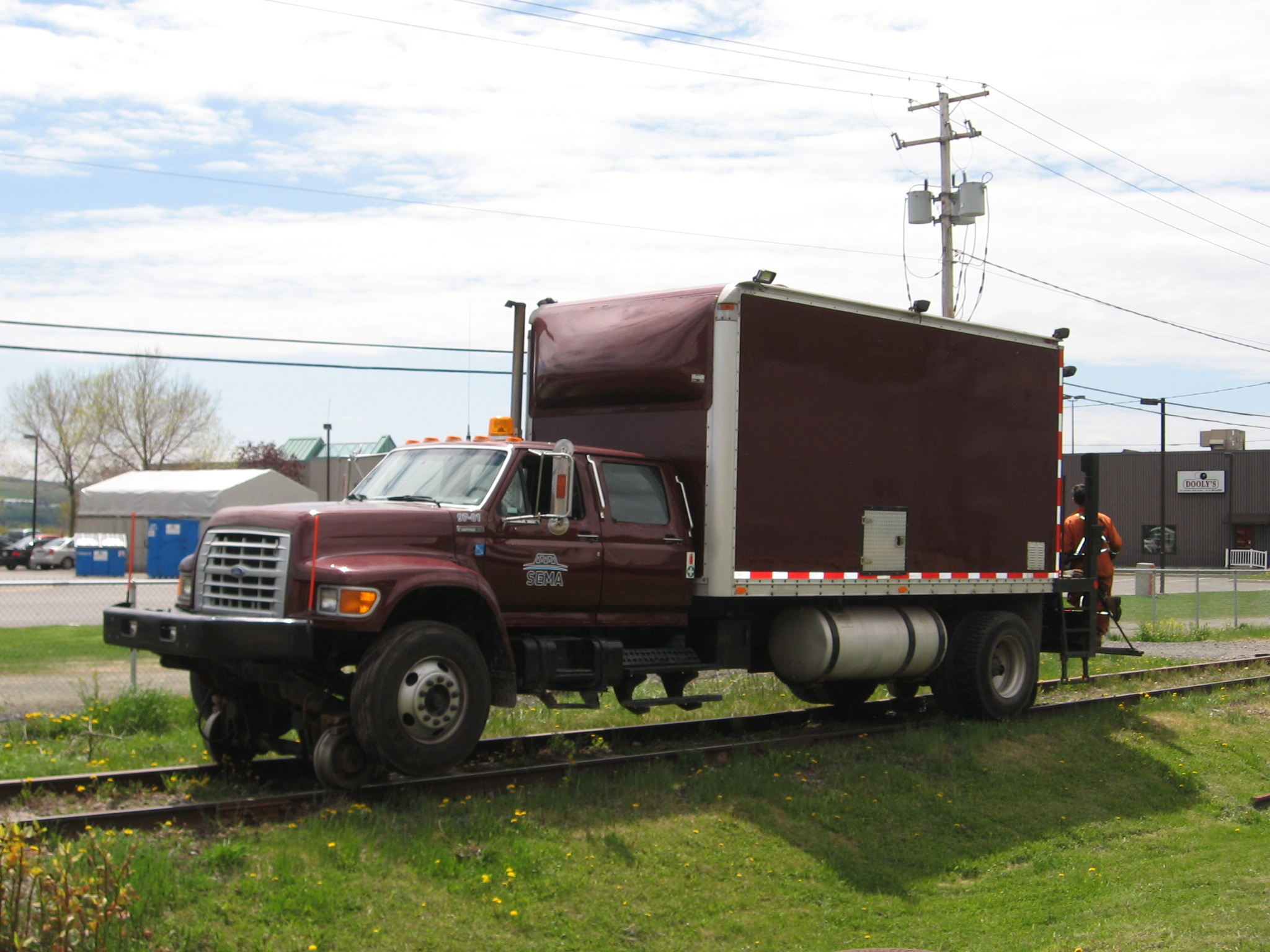

## وصلات خارجية
- الموقع الرسمي